# Poltovornjak
Poltovornjak tudi pickup je avtomobil (oz. tovornjak), ki ima na zadnjem delu odprt tovorni prostor (keson). Poltovonjaki ima po navadi višje nameščeno šasijo za boljše izvencestne sposobnosti. Poltovornjaki so popularni v ZDA,Kanadi, Avstraliji, Mehiki nekoliko manj v Evropi.
Na nekatere pickupe se da namestiti bivake za kampiranje.
Podobno vozilo v Avstraliji in Novi Zelandiji je "ute", v Južni Afiki pa "bakkie".